# Orthogonioptilum ueleense
Orthogonioptilum ueleense is een vlinder uit de familie van de nachtpauwogen (Saturniidae). De wetenschappelijke naam van deze soort werd in 1967 gepubliceerd door Pierre Claude Rougeot.
De soort komt voor in tropisch Afrika.